# يو أي الأولى (قناة تلفزيونية)
يو أي الأولى: (بالأوكرانية: UA: Перший) قناة تلفزيونية وطنية أوكرانية ضمن الشركة الوطنية للتلفزيون والإذاعة الأوكرانية، والتي تم بثها تحت هذا الشعار منذ 7 أبريل 2015. تم تغيير القناة بالقناة التلفزيونية المملوكة للدولة، والتي كانت تبث منذ عام 1939 تحت شعارUT (1951-1972)، أسمها كان خلال الاعوام (1972-1998) "UT-1"